# Brad Branson
Bradley Alexander Branson, detto Brad (Harvey, 24 settembre 1958), è un ex cestista statunitense con cittadinanza spagnola, professionista nella NBA, in Italia e in Spagna.

## Carriera
Venne selezionato dai Detroit Pistons al secondo giro del Draft NBA 1980 (45ª scelta assoluta).

## Palmarès
- CBA Newcomer of the Year (1982)
- Miglior stoppatore CBA (1982)
- Coppa Korać: 1

Real Madrid: 1987-88